# Zimbabwská fotbalová reprezentace
Zimbabwská fotbalová reprezentace reprezentuje Zimbabwe na mezinárodních fotbalových akcích, jako je mistrovství světa nebo Africký pohár národů. Tým hrál dříve pod názvem Jižní Rhodesie a Rhodesie. Za tým hrál Costa Nhamoinesu (Costa), bývalý hráč Sparty

## Mistrovství světa
| 1950   | Bez účasti                                      |                                |                                |                                |                                |                                |                                |                                |
| 1954   | Bez účasti                                      |                                |                                |                                |                                |                                |                                |                                |
| 1958   | Bez účasti                                      |                                |                                |                                |                                |                                |                                |                                |
| 1962   | Bez účasti                                      |                                |                                |                                |                                |                                |                                |                                |
| 1966   | Bez účasti                                      |                                |                                |                                |                                |                                |                                |                                |
| 1970   | Nepostoupili z kvalifikace                      |                                |                                |                                |                                |                                |                                |                                |
| 1974   | Bez účasti                                      |                                |                                |                                |                                |                                |                                |                                |
| 1978   | Bez účasti                                      |                                |                                |                                |                                |                                |                                |                                |
| 1982   | Nepostoupili z kvalifikace                      |                                |                                |                                |                                |                                |                                |                                |
| 1986   | Nepostoupili z kvalifikace                      |                                |                                |                                |                                |                                |                                |                                |
| 1990   | Nepostoupili z kvalifikace                      |                                |                                |                                |                                |                                |                                |                                |
| 1994   | Nepostoupili z kvalifikace                      |                                |                                |                                |                                |                                |                                |                                |
| 1998   | Nepostoupili z kvalifikace                      |                                |                                |                                |                                |                                |                                |                                |
| 2002   | Nepostoupili z kvalifikace                      |                                |                                |                                |                                |                                |                                |                                |
| 2006   | Nepostoupili z kvalifikace                      |                                |                                |                                |                                |                                |                                |                                |
| 2010   | Nepostoupili z kvalifikace                      |                                |                                |                                |                                |                                |                                |                                |
| 2014   | Nepostoupili z kvalifikace                      |                                |                                |                                |                                |                                |                                |                                |
| 2018   | Vyřazen z kvalifikační soutěže                  | Vyřazen z kvalifikační soutěže | Vyřazen z kvalifikační soutěže | Vyřazen z kvalifikační soutěže | Vyřazen z kvalifikační soutěže | Vyřazen z kvalifikační soutěže | Vyřazen z kvalifikační soutěže | Vyřazen z kvalifikační soutěže |
| 2022   | Nepostoupili z kvalifikace                      |                                |                                |                                |                                |                                |                                |                                |
| Celkem | Účast – 0× Zlato – 0×, Stříbro – 0×, Bronz – 0× |                                |                                |                                |                                |                                |                                |                                |